# Fat Fingers
Fat Fingers ist ein Lied des US-amerikanischen experimentellen Hip-Hop-Trios clipping. Der Titel erschien Ende Oktober 2016 im Rahmen des Playlist-Projeks 30 Days, 30 Songs und richtet sich gegen den republikanischen Präsidentschaftskandidaten und späteren Wahlsieger Donald Trump.

## Hintergrund

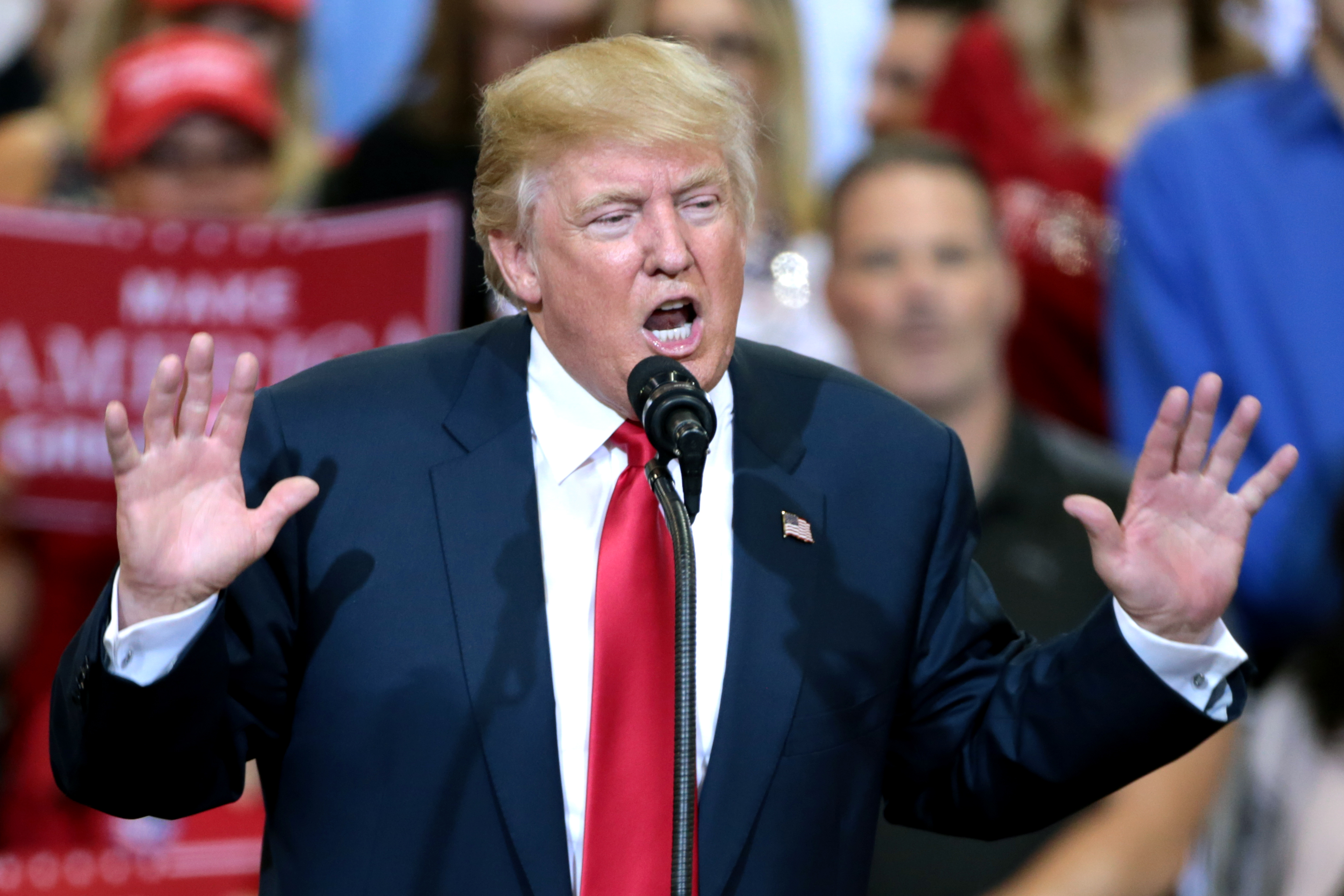
Donald Trump bei einer Wahlkampf-Rally in Phoenix im Oktober 2016

Die Initiatoren von 30 Days, 30 Songs rund um Autor Dave Eggers kontaktierten Clipping ursprünglich mit der Bitte, den 2014 via SoundCloud veröffentlichten Titel Knees on the Ground für ihr Projekt zur Verfügung zu stellen. Das Trio lehnte ab – mit der Begründung, der Text über einen unbewaffneten Afroamerikaner, der durch Polizeigewalt zu Tode kommt, sei für die Playlist zu ernst. Stattdessen steuerten Daveed Diggs, William Hutson und Jonathan Snipes einen neuen Song namens Fat Fingers (englisch für „fette Finger“) bei. Clipping üben politische Kritik laut eigenen Angaben in Form von Satire, Ironie und „Deine-Mama-Witzen“. Sie bedienen sich dazu der Sprache des Battle-Raps und präsentieren den Titel im Stil eines Diss-Tracks.

“Donald Trump has time and again proven himself to have the temperament of a petulant, whiny child. In the world of hip-hop, that behavior finds its most visible expression in the forms of battle rap and diss songs. We decided to address our attack in those languages.”

„Donald Trump hat immer wieder bewiesen, dass er das Naturell eines bockigen, weinerlichen Kindes hat. In der Welt des Hip-Hop findet dieses Benehmen in den Formen von Battle-Rap und Diss-Tracks seinen sichtbarsten Ausdruck. Wir haben uns entschieden, unsere Attacke in diesen Sprachen auszuführen.“

## Inhalt
Der Beat zu Fat Fingers setzt sich aus perkussiven Geräuschelementen industrieller Natur zusammen, die unter anderem durch Faustschläge auf metallische Oberflächen erzeugt wurden. Im Hintergrund sind ungeordnete Kinderstimmen zu hören, womit der Eindruck einer Schulhofatmosphäre entstehen soll. Inspiriert durch Aussagen prominenter Amerikaner, bei einem Wahlsieg Trumps das Land verlassen zu wollen, arbeiteten Clipping an zwei Stellen die Melodien ausländischer Nationalhymnen (God Defend New Zealand nach dem ersten Vers bzw. O Canada als Outro) ein.
Textlich greifen die zwei Verse biografische Details sowie Erkenntnisse aus Trumps Wahlkampf 2015/16 auf und überspitzen diese teilweise in der für Diss-Tracks typischen Manier. Angesprochen werden unter anderem Trumps massive Twitter-Aktivität („too much twitter talk to be trusted with the button“), seine Migrationspolitik („want to see immigration go down / elect his ass and watch most sane Americans skip town“), ein kurz zuvor publik gewordener Mitschnitt misogyner Aussagen („and keep grabbing vaginas / cause won’t no one give him pussy“) und seine ablehnende Haltung gegenüber Schwangerschaftsabbrüchen („and you could say goodbye to Roe v. Wade“).
Außerdem referenziert Fat Fingers mehrere Klassiker des Rap-Genres, insbesondere des Diss-Tracks. Die zweifach wiederholte Introzeile „You’ll never have dinner with the president“ ist eine Anspielung auf Ice Cubes Satz „I’ll never have dinner with the president“ in No Vaseline, mit dem er ein Treffen seines ehemaligen N.W.A.-Kollegen Eazy-E mit dem damaligen Präsidenten George H. W. Bush kritisiert. Die erste Zeile des zweiten Verses „First off fuck your tricks and the clique you claim“ ist ein Zitat aus 2Pacs an Biggie Smalls adressiertem Hit ’Em Up. Gegen Ende des ersten Verses folgt eine Anspielung auf den Refrain des von Nas gegen Jay-Z gerichteten Disses Ether. Die ersten Worte der einzelnen Zeilen ergeben dabei jeweils einen Satz, im Fall von Fat Fingers „She will not lose“, zu Deutsch „Sie (Hillary Clinton, Anm.) wird nicht verlieren“:
| clipping. – Fat Fingers (She) Fuck with your soul like ether (Will) Teach you to speak you know her (Not) Own party jumps ship daily (Lose) Prove that you lost already | Nas – Ether (2001) (I) Fuck with your soul like ether (Will) Teach you – the king – you know you (Not) God’s son across the belly (Lose) I Prove you lost already |

Ein auf YouTube veröffentlichtes Musikvideo enthält neben dem vollständigen Text eine Handyaufnahme, die einen Mann dabei zeigt, wie er Donald Trumps Stern auf dem Hollywood Walk of Fame mit einer Spitzhacke zertrümmert. Vandalenakte dieser Art fanden sowohl vor als auch nach Trumps Wahl zum Präsidenten immer wieder statt.